# David Seymour (Politiker)

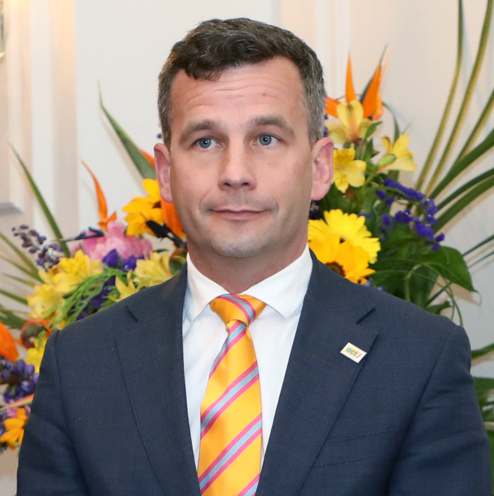
David Seymour (2023)

David Breen Seymour (* 1983 in Palmerston North, Neuseeland) ist ein neuseeländischer Politiker der liberalen Partei ACT New Zealand. Seit 2014 ist er der Vorsitzende der Partei.

## Leben
David Seymour wurde 1983 in Palmerston North, Neuseeland geboren. Die Grundschule besuchte er in Whangārei, wo er mit seinen Eltern und zwei jüngeren Brüdern aufwuchs. Er wechselte nach Auckland um die Auckland Grammar School, die sich im Stadtteil Epsom befindet, zu besuchen.
Für sein Studium wählte er die University of Auckland und belegte die Fächer Elektrotechnik und Philosophie, die er jeweils mit einem Bachelor abschloss.

## Berufliche Karriere
Nach kurzer Arbeit in Neuseeland als Elektroingenieur begann Seymour seine berufliche Karriere in Kanada, wo er als politischer Analyst für die Denkfabrik Frontier Center for Public Policy arbeitete. Nach Neuseeland zurückgekehrt arbeitete Seymour 2011 als Berater für den Abgeordneten, John Banks der ACT New Zealand, der auch zum assoziierten Mitglied des Bildungsausschusses ernannt wurde.

## Politische Karriere
Noch während seiner Studienzeit trat Seymour in die Partei ACT New Zealand ein und kandidierte im Jahr 2005 erstmals im Wahlkreis Mt Albert gegen die damaligen Premierministerin Helen Clark. Sein Ergebnis mit 2,35 % der abgegebenen Stimmen war dann doch mehr als ernüchternd, sodass er für die nächsten zwei Parlamentswahlen von einer weiteren Kandidatur absah.
Im Jahr 2014 übernahm Seymour die Führung der Liberalen Partei und kandidierte für das Direktmandat im Wahlkreis Epsdom, was sich für ihn mit 43,08 % der Wählerstimmen und einem Sitz im Neuseeländischen Parlament auszahlte, auch wenn seine Partei landesweit nur mit 0,69 % der Stimmen abschloss. Im Wahljahr 2017 blieb ihm ser Sitz im Parlament erhalten und die Partei schloss ebenso schlecht ab wie im Wahljahr davor. Erst im Wahljahr 2020 konnte die Partei neben seinem Direktmandat noch weitere neun Sitze dazugewinnen. Im Wahljahr 2023 bestätigte Seymour seinen Wahlkreis, gewann mit seiner Partei ein weiteres Direktmandat hinzu und konnte mit 8,84 % der Wählerstimmen insgesamt 11 Sitze im Parlament gewinnen.
| Wahljahr | Direktkandidat | Stimmen | Partei         | Stimmen |
| -------- | -------------- | ------- | -------------- | ------- |
| 2014     | David Seymour  | 43,08 % | National Party | 63,45 % |
| 2017     | David Seymour  | 42,82 % | National Party | 58,52 % |
| 2020     | David Seymour  | 30,11 % | National Party | 46,98 % |
| 2023     | David Seymour  | 51,55 % | National Party | 46,98 % |

Im Jahr 2023 verlor die New Zealand Labour Party ihre Regierungsmehrheit und mit dem guten Abschneiden der New Zealand National Party, konnte Christopher Luxon mit seiner Partei über eine Drei-Parteien-Koalition eine Regierung bilden, deren Teil ACT New Zealand wurde.

### Ministerämter in der Regierung Luxon
Mit der Regierungsbildung vom 27. November 2023 übernahm Seymour den für ihn neu geschaffenen Ministerposten des Minister for Regulation:
| Minister                                              | vom               | bis     |
| ----------------------------------------------------- | ----------------- | ------- |
| Minister for Regulation                               | 27. November 2023 | aktuell |
| Associate Minister of Education (Partnership Schools) | 27. November 2023 | aktuell |
| Associate Minister of Finance                         | 27. November 2023 | aktuell |
| Associate Minister of Health (Pharmac)                | 27. November 2023 | aktuell |

Quelle: Department of the Prime Minister and Cabinet